# Back Door Man
Singles de Howlin' Wolf
Spoonful
(1960) Down in the Bottom
(1961)
Back Door Man est un blues de Willie Dixon, écrit à l'origine pour Howlin' Wolf. La chanson a été publiée pour la première fois en face B du single Wang Dang Doodle d'Howlin' Wolf en 1961 sur le label Chess. Comme pour nombre de ses compositions écrites d'abord pour d'autres, elle fut reprise par la suite par son auteur. Back Door Man est un standard du style Chicago blues. 
Ce morceau fut repris par les Doors et enregistré sur leur premier album éponyme en 1967. Back Door Man fut même l'un des morceaux les plus régulièrement interprétés sur scène par le groupe, du début à la fin de sa carrière. Il fut aussi repris entre autres par Buddy Guy, Grateful Dead, Shadows Of Knight, Quicksilver Messenger Service, Iggy Pop avec Soul Asylum, Arno et Little Bob.
L'expression Back Door Man (littéralement l'homme de la porte de derrière), dans la culture du sud des États-Unis, est une métaphore qui désigne l'amant, celui qui repart par la porte de derrière, quand le mari rentre à la maison. Les paroles de Willie Dixon font clairement allusion à cela. Néanmoins, il existe aussi un autre sens plus grivois à Back Door Man, qui ferait allusion au coït anal. Whole Lotta Love de Led Zeppelin reprend clairement les mots Back Door Man.